# شورش ساگا
شورش ساگا شورشی بود که در دوره میجی علیه دولت میجی در سال ۱۸۷۴ میلادی در کیوشو رخ داد.
رهبری این شورش را یکی از رهبران دولت میجی به نام اتو شیمپی برعهده داشت. وی قبل از شورش معاون وزیر فرهنگ، وزیر دادگستری و یکی از سانگی (مشاورین دولت) بود اما چون با رای او مبنی بر حمله به کره مخالفت به عمل آمد از مقام خود استعفا داد. او در قلمروی ساگا سابق رهبری گروهی از سامورایی‌های مخالفت دولت را برعهده گرفت و در سال ۱۸۷۴ شورشی مسلحانه را علیه دولت میجی انجام داد. این شورش توسط دولت سرکوب گردید و اتو که مخفی شده بود دستگیر شده و اعدام شد اما او چند سال بعد در مجمع عمومی که قانون اساسی اعلام می‌گردید، از اتهامات وارده مبری شد.